# 舍列梅捷夫收容所

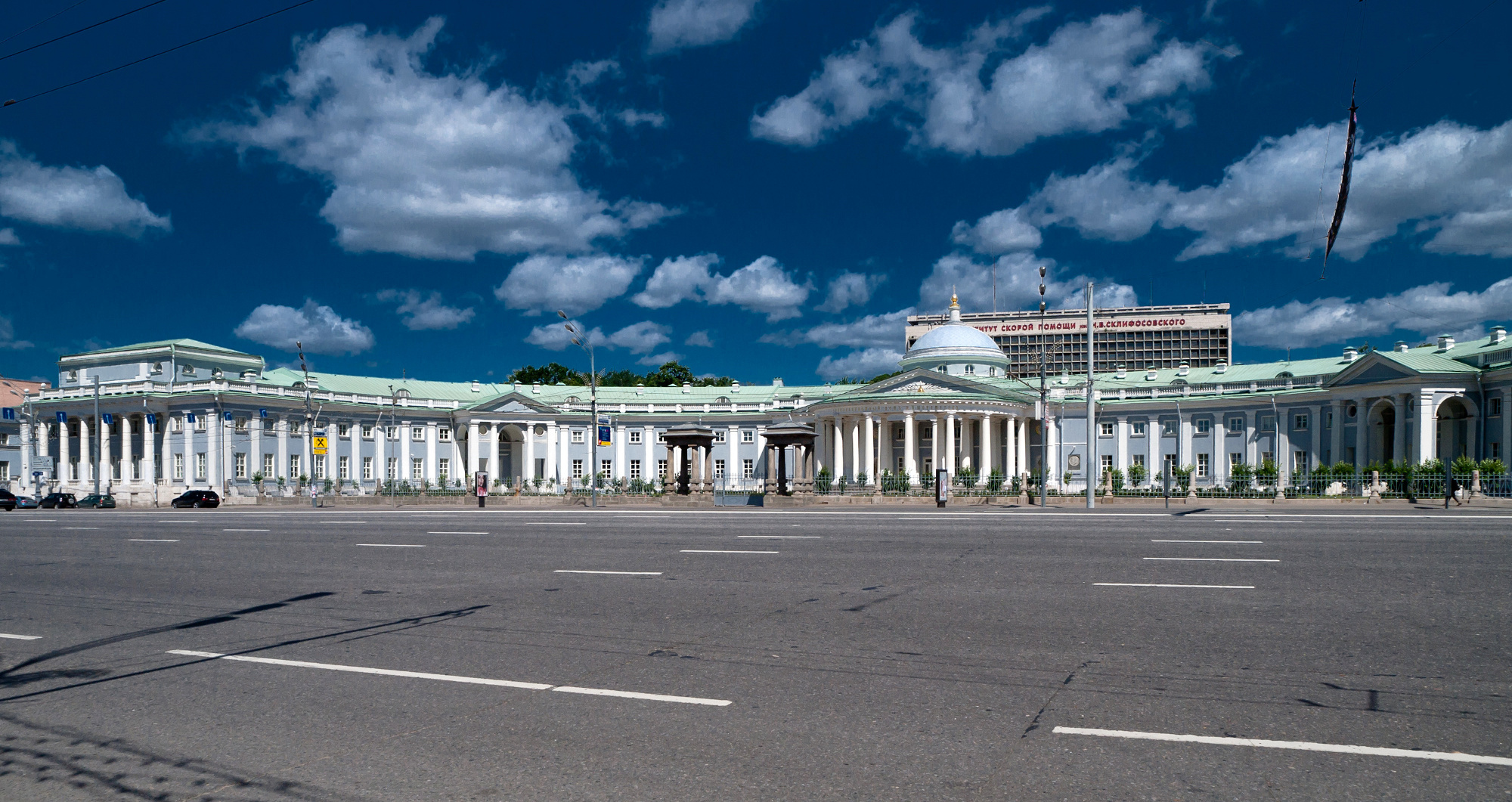
医院的正面花园环路的一面

55°46′24.1″N 37°38′07.1″E / 55.773361°N 37.635306°E
舍列梅捷夫收容所是由尼古拉·舍列梅捷夫伯爵全资建立的一个曾经被用作临终关怀医院的收容所，这座收容所建立初期专为乞丐和残疾人士服务。该收容所位于莫斯科的大苏哈列夫斯卡亚广场（Bolshaya Sukharevskaya）上，它于舍列梅捷夫伯爵去世后的1810年向公众开放。1923年，舍列梅捷夫急救科学研究所。

## 历史

### 设立原因
舍列梅捷夫伯爵夫人-普拉斯科维娅·热姆丘格娃，是一名出生在舍列梅捷夫伯爵家族的农奴中农民家庭的农奴女演员。她在成为伯爵夫人后依然不忘帮助穷人，伯爵看到后决定要为穷苦人们建立一座可以“减轻伤者痛苦”的收容所，而这也是伯爵夫人向伯爵请求过的事情。

### 建立舍列梅捷夫收容所
当时俄罗斯最富有人之一尼古拉·舍列梅捷夫伯爵在18世纪90年代早期时，计划在莫斯科开设一家能够同时容纳100名男女，并提供50张病床的免费收容所与医院。而舍列梅捷夫伯爵也为此将在其在苏哈列夫卡街上的“切尔卡斯基菜园”献了出去，此地是伯爵母亲：切尔卡斯卡娅公爵夫人的领地。
1792年该收容所奠基，起初设计是开设一家只针对无钱医病的流浪者、老人、残疾人和穷人的收容所与医院。直到1803年，由于伯爵夫人的去世，舍列梅捷夫伯爵决定将收容所改建为具有纪念意义的收容所。1810年伯爵去世，该收容所便开始对外开放。收容所开放后的第一批入住的是退休军官、老年穷人、前商人、牧师、官员。1812年俄法战争期间，收容所成了军队医院，这里收治的人变成了俄罗斯军人和法国士兵。
舍列梅捷夫伯爵生前规定，收容所的一切以集体管理运营，一切管理行为都要公开，监督员由贵族社团选举产生。收容院开放后，收容所的第一个监督员是阿列克谢·马林诺夫斯基（Alexei Malinovsky），他的任期直到1826年。之后贵族社团选举了谢里西·瓦西里耶维奇·谢列梅捷夫作为其继任者，但他并不是一个很好的管理者。在他之后，主要的监督员是：瓦伦丁·米哈伊洛维奇·沙霍夫斯基（1835-1839年）、尼古拉·阿列克谢·谢列梅捷夫伯爵（1839-1847年）、普拉东·斯捷潘诺维奇·纳希莫夫（1848-1850年）、列夫·尼古拉耶维奇·韦列什金（1851-1860年）.

### 苏联时期
1917年俄国革命爆发，收容所的由贵族保护的历史被改写，政府征用了该收容所，并1923年在舍列梅捷夫收容所建立创伤急诊学院，即现在的舍列梅捷夫急救科学研究所。这使得建筑内部结构被破坏，其教堂也失去了作用。1945年，苏联总外科医师S.S.尤金产生了修复历史建筑和曾经的教堂的想法，他亲自参与到工作中。尤金把获得的斯大林奖金用于修复圣三一家庭教堂中的绘画作品，并在教堂中建立了医学博物馆。尽管建筑曾被破坏，但在1996年，俄罗斯当局依然提请联合国教科文组织将舍列梅捷夫医院的建筑群列入“世界遗产名录”。

### 现在
20世纪末，当地政府还进行了一系列的修复工作，将家庭教堂归还了俄罗斯东正教教会。教堂里恢复了圣像壁、浅浮雕、白色大理石的柱廊和多米尼科·斯科蒂所做的著名穹顶壁画。

## 建筑设计
1792年起初建立收容所时，方案由著名艺术家和建筑师瓦西里·巴热诺夫（1738-1799）的亲戚学生建筑师耶利兹瓦伊·纳扎洛夫（Elizvoy Nazarov）（1747-1822）设计。他采用了传统城市庄园区分街道红线（房屋边界线）的基底，基底带有庭院的设计。这种对于运送病人很方便。收容所的建筑中心是生之来源圣三一家庭教堂，从教堂呈半圆形伸出两个侧楼，使得建筑物有马蹄形外观：一部分是医院，另一部分是收容所。以带有两排圆柱，设计朴素大方的门廊作为主要入口，突出了建筑物主要服务于平民的特征。

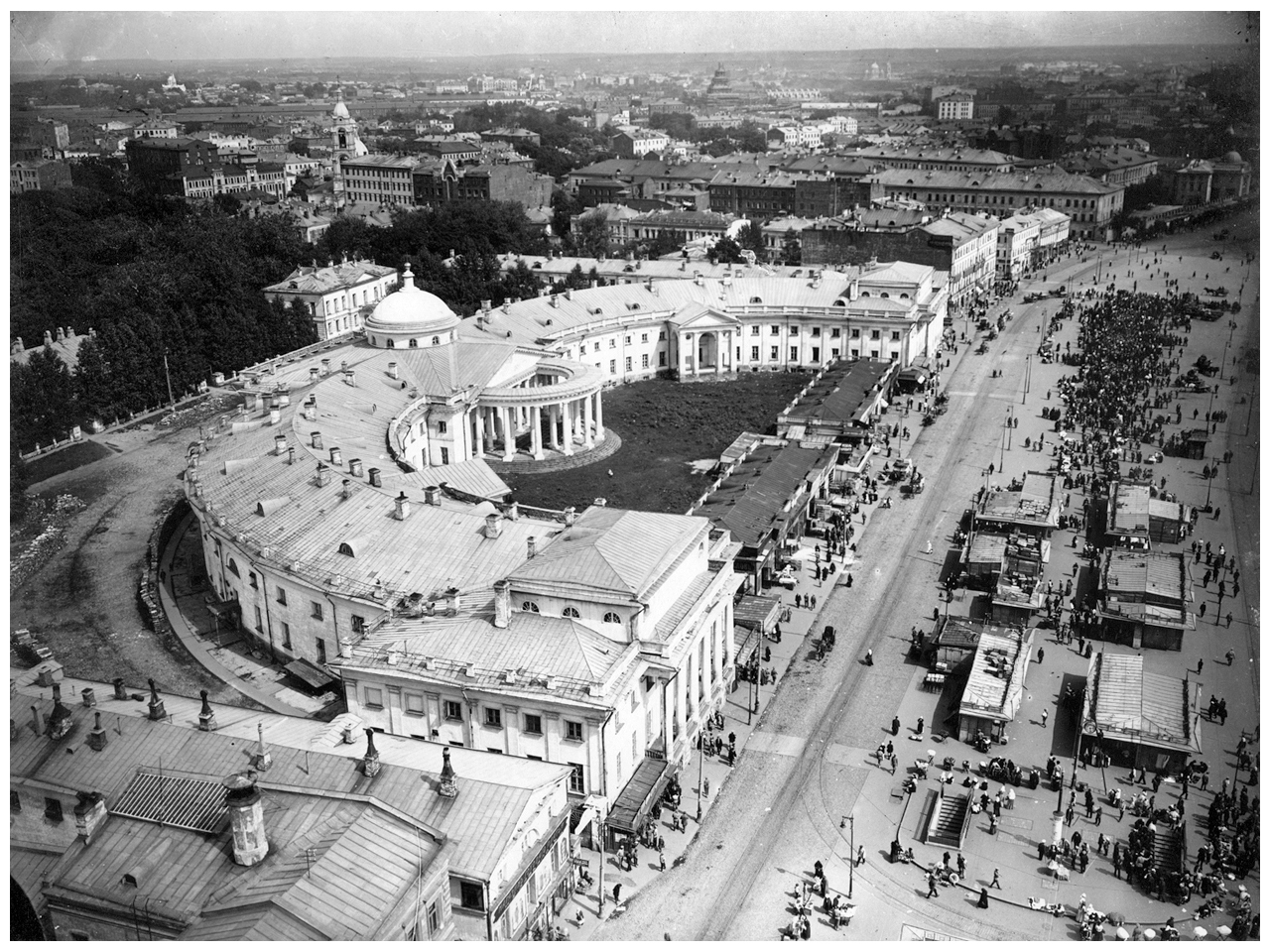
从苏哈列夫塔望向舍列梅捷夫收容所（1914年）

1803年2月23日伯爵夫人因肺结核病逝，舍列梅捷夫伯爵让伯爵夫人的朋友意大利建筑师和画家：査科莫·克瓦列恩基（1744-1817）把收容所改建成带有热姆丘格娃纪念意义的纪念碑。

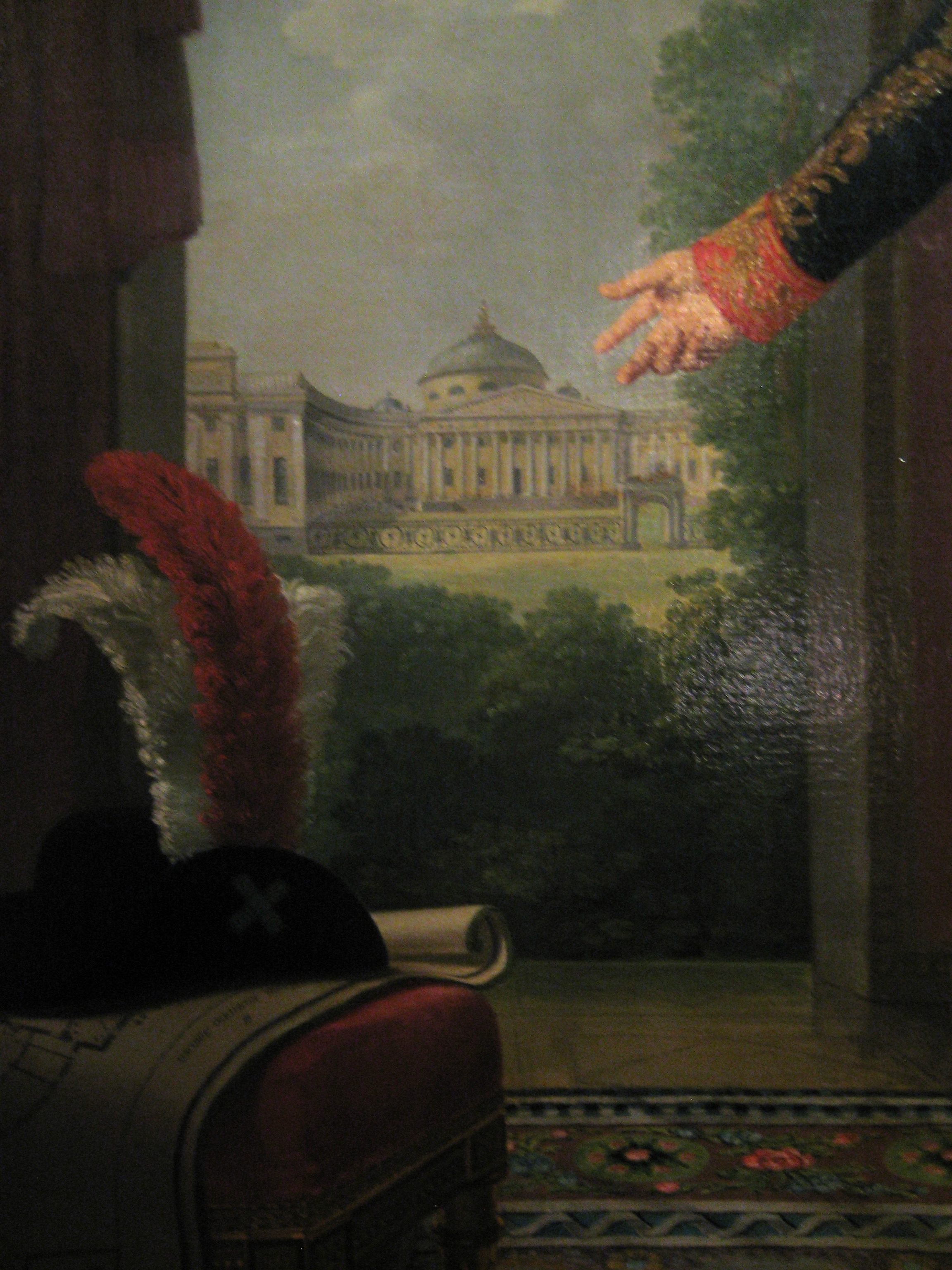
在弗拉迪米尔·博罗维科夫斯基的作品中，舍列梅捷夫伯爵以他的右手指向了收容所，作为其的主要成就的体现

尽管在莫斯科很长一段时间有私人慈善机构（例如Kurakinskaya救济院），但是像舍列梅捷夫收容所这种的巨大建筑的重新设计，在城市规划范围上并没有先例。
克瓦列恩基的设计给城市庄园赋予一种庄严宏伟的宫殿式的外表。他建造了露天的柱廊-半圆亭以取代不起眼的门廊。建筑两端的正面都用壮丽的带栏杆的门廊装饰。圣三一教堂也按照克瓦列恩基的图纸重新建造。收容所的建造者们都能遵守一个重要原则：内部陈设不会让人想起医院。被收容者吃饭的食堂，用雕塑装饰物和镀金层装饰、走廊弯曲成弧形，整洁，明亮、而阳光普照的宽敞病房被粉刷成浅天蓝色、家庭教堂的内部用大理石和意大利风格的绿色乌拉尔石装饰，并由意大利绘画师多米尼科·斯科蒂（1780-1825）为墙壁作画。
在收容所的创建中，舍列梅捷夫伯爵投入了相当多的金额：私人资金中的3百万卢布和根据遗嘱原本将留给他的妻子的个人资产。另外，舍列梅捷夫伯爵还将自己在特维尔州的世袭领地的收入中提出50万卢布，放入保险金库以备将来使用。舍列梅捷夫伯爵的资金支出在1917年收容所被收归国有后才被停止。